# Hypsithylla linearis
Hypsithylla linearis är en spindelart som beskrevs av Simon 1903. Hypsithylla linearis ingår i släktet Hypsithylla och familjen vårdnätsspindlar.
Artens utbredningsområde är Madagaskar. Inga underarter finns listade i Catalogue of Life.